# تيريل بلفورد
تيريل بلفورد (بالإنجليزية: Tyrell Belford)‏ هو لاعب كرة قدم بريطاني في مركز حراسة المرمى، ولد في 6 مايو 1994 في نانيتون ‏ في المملكة المتحدة. شارك مع منتخب إنجلترا تحت 16 سنة لكرة القدم ومنتخب إنجلترا تحت 17 سنة لكرة القدم. أما مع النوادي، فقد لعب مع سويندون تاون ونادي ليفربول.

## وصلات خارجية
- تيريل بلفورد على موقع قاعدة بيانات كرة القدم.إي يو (الإنجليزية)
- تيريل بلفورد على موقع Soccerbase.com (لاعب) (الإنجليزية)
- تيريل بلفورد على موقع Soccerway.com (الإنجليزية)